# Жуку-де-Міжлок
Жуку-де-Міжлок (рум. Jucu de Mijloc) — село у повіті Клуж в Румунії. Входить до складу комуни Жуку.
Село розташоване на відстані 322 км на північний захід від Бухареста, 15 км на північний схід від Клуж-Напоки.

## Населення
За даними перепису населення 2002 року у селі проживали 763 особи, з них 760 осіб (99,6%) румунів. Рідною мовою 760 осіб (99,6%) назвали румунську.